# Harry Potter a princ dvojí krve
Harry Potter a princ dvojí krve (anglicky Harry Potter and the Half-Blood Prince) je v pořadí šestá ze série knih J. K. Rowlingové o Harrym Potterovi. Originál vyšel o půlnoci (britského letního času) na 16. července 2005 a během prvních 24 hodin se ho jen v USA prodalo 6,9 milionu výtisků, čímž se stal nejrychleji prodávanou knihou v dějinách.
Český překlad knihy se začal prodávat již několik dní před ohlášeným termínem 19. prosince 2005. Kniha byla vydána v nákladu 170 000 výtisků.

## Děj
Lord Voldemort a jeho Smrtijedi způsobují v zemi více a více neklidu, tentokrát nejen u čarodějů, ale i u mudlovské veřejnosti. Rufus Brousek nahradil Kornelia Popletala ve funkci ministra kouzel a pokouší se dokázat, že úspěšně zvládá bojovat proti Pánovi Zla. Jeho protivník však má v hlavě jiné plány a svěřuje Draco Malfoyovi tajnou misi. Jeho matka, Narcisa, ze strachu o Draca přesvědčí Snapea odpřisáhnout jeho ochranu uzavřením neporušitelného slibu, který když poruší, tak zemře.
V Bradavicích se Severus Snape stává novým učitelem obrany proti černé magii a Horacio Křiklan zajišťuje výuku lektvarů. Harry získává bývalou učebnici lektvarů „Prince dvojí krve“. Díky připsaným komentářům prince se mu daří být v lektvarech první ve třídě. Po jednom ze zápasů Famfrpálu Harry začíná chodit s Ginny Weasleyovou. Jeho kamarád Ron zatím chodí s Levandulí Brownovou, ale ve skutečnosti ho přitahuje Hermiona, se kterou se více sblíží po bolestivém rozchodu s Levandulí.
Harry také začíná docházet na soukromé hodiny k řediteli Brumbálovi, během kterých se dozvídá nemálo informací o minulosti lorda Voldemorta. Brumbál společně s Harrym zjistí, že Voldemort vytvořil sedm viteálů, díky kterým může uchovat svoji duši uvnitř různých předmětů. Aby někdo mohl Voldemorta zabít, nejdříve musí zničit všechny jeho viteály. Doposud byly zničeny dva: deník Toma Raddlea a prsten Marvola (Rojvola) Gaunta. Harry s Brumbálem vyráží hledat třetí viteál, Zmijozelův medailon, který je ukrytý v jeskyni u útesu. Brumbál se hledáním velmi vyčerpá. Při návratu do Bradavic se dozvídají, že na školu zaútočili Smrtijedi – Draco Malfoy Smrtijedům umožnil vniknutí do hradu pomocí rozplývavé skříně. Draco Malfoy se pokouší Brumbála zabít, ale nemá k tomu dostatek odvahy. Nakonec je to Snape, který Brumbála před očima Harryho zavraždí. Při pronásledování Snapea Harry odhalí, že to Snape je Princem dvojí krve.
Harry zjišťuje, že medailon, který získali s Brumbálem, není Voldemortův viteál, ale pouhý padělek položený tajemným R. A. B. Identita této osoby zůstává zatím nezodpovězenou otázkou.
Po Brumbálově pohřbu se Harry rozhoduje nevrátit se už do Bradavic a místo toho jít hledat zbylé viteály. Rozchází se s Ginny, protože ji nechce vystavovat nebezpečí, ale je šťastný za podporu svých přátel, kteří mu nabízí, že ho na jeho cestě doprovodí.